# Andreas Vranken
Andreas Vranken (30 juni 1993) is een Belgische voormalige atleet, die gespecialiseerd was in de sprint. Hij veroverde twee Belgische titels.

## Biografie
Vranken werd in 2016 voor het eerst Belgisch kampioen op de 100 m. In 2018 verbeterde hij tijdens de Vlaamse kampioenschappen zijn persoonlijk record op de 100 m tot 10,37 s. Hij behaalde dat jaar ook een tweede Belgische titel op de 100 m.
Vranken was aangesloten bij Regio Oost-Brabant Atletiek en stapte over naar Daring Club Leuven Atletiek.

## Belgische kampioenschappen
| Onderdeel | Jaar       |
| --------- | ---------- |
| 100 m     | 2016, 2018 |

## Persoonlijke records
Outdoor
| Onderdeel | Prestatie | Wind     | Datum           | Plaats    |
| --------- | --------- | -------- | --------------- | --------- |
| 100 m     | 10,35 s   | +0,1 m/s | 4 augustus 2018 | Kessel-Lo |
| 200 m     | 21,06 s   | +1,1 m/s | 19 mei 2019     | Nijvel    |

Indoor
| Onderdeel | Prestatie | Datum           | Plaats |
| --------- | --------- | --------------- | ------ |
| 60 m      | 6,87 s    | 29 januari 2017 | Gent   |

## Palmares
100 m
- 2016:  BK AC – 10,63 s
- 2018:  BK AC – 10,49 s